# Sterling (Kansas)
Sterling è un comune degli Stati Uniti d'America, situato nello Stato del Kansas, nella contea di Rice.